# NGC 862
NGC 862 este o galaxie eliptică situată în constelația Phoenix. A fost descoperită în 5 septembrie 1834 de către John Herschel. Se află la o distanță de 72,57 de megaparseci de Pământ.